# Шадринский автоагрегатный завод
АО «Ша́дринский автоагрега́тный заво́д» (ШААЗ, до 1962 — Шадринский автоагрегатный завод имени Сталина) — одно из крупнейших российских предприятий по выпуску автомобильных агрегатов. Полное наименование — Акционерное общество «Шадринский автоагрегатный завод». Расположен в городе Шадринск (Курганская область). С 1999 года — в составе УГМК.

## История
«Шадринский автоагрегатный завод» был создан 5 декабря 1941 года на базе цехов московского автомобильного завода, эвакуированных на Урал вместе с руководящим и инженерным составом, а также рабочими и их семьями. Изначально он носил название «Завод им. И. В. Сталина» (ЗИС), а впоследствии — Шадринский автоагрегатный завод им. И. В. Сталина (ШААЗИС). В 1950—1980-е гг. Шадринский автоагрегатный завод (ШААЗ) являлся одним из крупнейших промышленных предприятий города. Завод сумел сохранить эту роль и в сложные 1990 годы, укрепил её в 2000-е. В данный момент АО «ШААЗ» является одним из предприятий горно-металлургического холдинга УГМК.
- 5 декабря 1941 г. — директором Московского автомобильного завода И. А. Лихачевым подписан приказ об организации завода автомобильных агрегатов в г. Шадринске.
- Февраль 1942 г. — начат выпуск боеприпасов для фронта.
- 1946 г. — завод переведен на выпуск только автомобильных агрегатов.
- 1949 г. — начато производство гидравлических домкратов.
- 1956 г. — вступила в строй заводская теплоэлектроцентраль.
- 1956 г. — начат выпуск не производившихся ранее в стране независимых отопителей ОВ-65.
- 1960 г. — освоено производство предпусковых подогревателей П-100 для автомобиля ЗИЛ-157.
- 1962 г. — создан цех подогревателей и отопителей.
- 1964 г. — утвержден новый технический проект на реконструкцию завода, связанную с дальнейшим увеличением объёмов выпускаемой продукции.
- 17 декабря 1970 г. — ШААЗ включен в состав заводов-смежников КамАЗа.
- 1974 г. — начата регулярная поставка КамАЗу комплектующих изделий.
- 1979 г. — организован цех по производству радиаторов для автомобилей КамАЗ.
- 1991 г. — производство (печки) отопителей для автомобиля ЗАЗ-968М
- 14 июня 1991 г. — создано производственное объединение «Автоагрегат».
- 21 августа 1992 г. — зарегистрировано акционерное общество закрытого типа «Автоагрегат».
- 24 ноября 1993 г. — утверждена новая редакция Устава и название — акционерное общество открытого типа «Шадринский автоагрегатный завод»
- 1999 г. — ШААЗ входит в состав Уральской горно-металлургической компании — мощного промышленного холдинга, что позволяет развивать новые инвестиционные проекты.
- 2003 г. — начало выпуска автомобильных теплообменников из медно-латунного проката по технологии «Купробрейз».
- 2009 г. — ШААЗ приступает к выпуску алюминиевых теплообменников по технологии «Ноколок». Открытие нового цеха позволяет расширить линейку производимых изделий.
- 2014 г. — на ШААЗе создается цех модернизации тепловозов. Осваивается новое направление работы, позволяющее производить глубокую модернизацию, а также выпуск новых маневровых тепловозов. Завод осваивает модернизацию тепловозов серий ТЭМ2-УГМК, ТГМ4Б-УГМК, ТГМ6-УГМК, ТЭМ7-УГМК, а также выпуск нового тепловоза ТЭМ2Н-УГМК.
- 2016 г. — меняется наименование Открытого акционерного общества на Акционерное общество «Шадринский автоагрегатный завод» (АО «ШААЗ»), соответствующая запись внесена в Единый государственный реестр юридических лиц.
- 2018 г. — ШААЗ приступает к производству радиаторов для легковых и малотоннажных автомобилей, запущен участок по производству радиаторов трубчато-пластинчатого типа по технологии «Софико».
- 2018 г. — начато производство погрузочно-доставочных машин, выпущена первая шахтная машина ПДМ10-УГМК грузоподъемностью 10 тонн.
- 2020 г. — презентована первая ПДМ14-УГМК грузоподъемностью 14 тонн.
- 2022 г. — выпущена первая ПДМ17-УГМК грузоподъемностью 17 тонн.
- 2022 г. — на территории АО «ШААЗ» введен в строй Шадринский индустриальный парк.

## Деятельность
Шадринский автоагрегатный завод производит автомобильные агрегаты: водяные и масляные радиаторы автомобильных двигателей, радиаторы отопителей, отопительно-вентиляционные установки, домкраты гидравлические, охладители наддувочного воздуха (ОНВ), блоки охлаждения. Всего номенклатура выпускаемых изделий составляет более 200 наименований.
Наибольшую долю в структуре продаж составляют радиаторы. Выпускаемая на предприятии продукция поставляется на конвейеры головных автомобильных заводов («КАМАЗ», АЗ «Урал», «МАЗ», «ГАЗ», «УАЗ» и др.) и рынок запасных частей.
Система менеджмента качества АО «ШААЗ» сертифицирована на соответствие требованиям стандартов ISO 9001, IATF16949, ISO 14001, ISO 3834-2, ГОСТ Р 58139.
Параллельно с производством автокомпонентов Шадринский автоагрегатный завод развивается как предприятие железнодорожного машиностроения. Одно из перспективных направлений диверсификации производства АО «ШААЗ» — производство шахтной техники. 

Наряду с решением бизнес-задач АО «ШААЗ» активно участвует в социальных проектах, среди которых поддержка образовательных, культурных и спортивных учреждений. В числе основных принципов социальной политики предприятия: обеспечение достойного уровня доходов работников, поддержка ветеранов, содействие образовательному и профессиональному росту молодежи.

## Известные сотрудники
- Косинцева, Мария Александровна (30 марта 1926 — 13 июня 2005) — Герой Социалистического Труда.